# Кинг, Кэндис
Кэ́ндис Рене́ Кинг (англ. Candice Renee King; при рождении — Аккола (англ. Accola); род. 13 мая 1987, Хьюстон, Техас, США) — американская актриса, певица и автор песен. Наиболее известна по роли Кэролайн Форбс в телесериале «Дневники вампира» (2009—2017).

## Ранние годы
Кэндис выросла в Эджвуде, Флорида, США и закончила Lake Highland Preparatory School. Её отец Кевин Аккола — хирург, а мать Кэролин Аккола — домохозяйка, в прошлом — инженер-эколог. Оба родителя являются активными членами местной республиканской политической партии. У Кэндис есть младший брат Кри.

## Карьера
В 2006 году Кэндис выпустила свой первый музыкальный альбом It’s Always the Innocent Ones, который состоял из 12 треков и в который входили кавер-версии песен «Voices Carry» группы ’til tuesday и «The Breakup Song» группы American Hi-Fi. В 2008 году в качестве бэк-вокалистки отправилась в концертный тур Ханна Монтана и Майли Сайрус: Концертный тур «Две жизни». В этом же году вошла в Топ-10 популярной музыки[прояснить] 25-го ежегодного опроса читателей самого продаваемого музыкального журнала Японии под названием BURRN!.
Кэндис впервые появилась на киноэкранах в 2007 году в фильме «Пиратский лагерь». Снялась в 13-й серии 4-го сезона сериала «Сверхъестественное» в роли школьной любви Дина Винчестера. Также снималась в эпизодах телесериалов «Как я встретил вашу маму», и «Университет» и в фильмах «На кукле», «Формула S. E. X. A.», «Джуно» и других. Однако наибольшую популярность ей принесла роль Кэролайн Форбс в сериале «Дневники вампира».

## Личная жизнь
22 августа 2009 года Кэндис была арестована вместе с Кайлой Юэлл, Ниной Добрев, Сарой Каннинг, Джулией Смарт и фотографом Тайлером Шилдсом в Джорджии за нарушение общественного порядка. Вскоре обвинения с них были сняты.
С 2014 по 2022 год Кэндис была замужем за музыкантом Джо Кингом. У бывших супругов есть две дочери — Флоренс Мэй Кинг (род. 15 января 2016 года) и Джозефин Джун Кинг (род. 1 декабря 2020 года).

## Фильмография

### Кино и телевидение
| Год       |   | Русское название             | Оригинальное название            | Роль                        |
| --------- | - | ---------------------------- | -------------------------------- | --------------------------- |
| 2007      | ф | Пиратский лагерь             | Pirate Camp                      | Аннализа / Том              |
| 2007      | с | Как я встретил вашу маму     | How I Met Your Mother            | Эми                         |
| 2007      | ф | Джуно                        | Juno                             | Аманда                      |
| 2007      | ф | На кукле                     | On the Doll                      | Мелоди                      |
| 2007      | ф | Формула S. E. X. A.          | X’s & O’s                        | подруга Гвен                |
| 2008      | ф | Мертвячка                    | Deadgirl                         | Джоанн                      |
| 2009      | с | Сверхъестественное           | Supernatural                     | Аманда Хекерлинг            |
| 2009      | с | Университет                  | Greek                            | Элис                        |
| 2009      | ф | Любовные раны                | Love Hurts                       | Шэрон                       |
| 2009—2017 | с | Дневники вампира             | The Vampire Diaries              | Кэролайн Форбс / Сальваторе |
| 2010      | с | До смерти красива            | Drop Dead Diva                   | Джессика Орландо            |
| 2010      | ф | Королевский престол          | Kingshighway                     | София                       |
| 2011      | ф | Правда об ангелах            | The Truth About Angels           | Кейтлин Стоун               |
| 2012      | с | Правила свиданий из будущего | Dating Rules from My Future Self | Хлоя Каннингхэм             |
| 2018      | с | Древние                      | The Originals                    | Кэролайн Форбс              |
| 2019      | с | Орвилл                       | The Orville                      | Солана Китан                |
| 2020      | ф | После. Глава 2               | After We Collided                | Кимберли Вэнс               |
| 2021—2022 | с | Наследие                     | Legacies                         | Кэролайн Форбс              |
| 2022      | ф | Убийство в Чемодане          | The suitcase killer              | Мелани Макгуайер            |

### Музыкальные клипы
| Год  | Исполнитель | Название песни | Роль                    |
| ---- | ----------- | -------------- | ----------------------- |
| 2013 | The Fray    | Love Don’t Die | привлекательная девушка |

## Дискография

### Студийные альбомы
- It’s Always the Innocent Ones (2006)

## Награды и номинации
| год  | Награда            | Категория                                 | Работа           | Результат |
| ---- | ------------------ | ----------------------------------------- | ---------------- | --------- |
| 2012 | Teen Choice Awards | Choice TV: Scene Stealer — Female         | Дневники вампира | Победа    |
| 2013 | Teen Choice Awards | Choice TV: Scene Stealer — Female         | Дневники вампира | Номинация |
| 2014 | Teen Choice Awards | Choice TV: Scene Stealer — Female         | Дневники вампира | Победа    |
| 2015 | Teen Choice Awards | Choice TV Actress — Fantasy/Sci-Fi        | Дневники вампира | Номинация |
| 2015 | Teen Choice Awards | Choice TV: Liplock (вместе с Полом Уэсли) | Дневники вампира | Номинация |